# Naver Corporation
Naver Corporation або Найвер Корпоре́йшн (хангиль: 네이버 주식회사, укр. Корпорація Навіер) — провідна південнокорейська інтернет-компанія та провайдер. Заснована в 1999 році як Naver Com (корпорація 네이버 컴), вона володіє пошуковим порталом Naver та сервісами популярного порталу ігор. У 2001 році компанія змінила свою назву на NHN Corporation (Next Human Network), щоб відобразити її злиття в 2010 році. 1 жовтня 2013 року вона перейменована в корпорацію Naver Corp., щоб відобразити відділення свого дочірнього підприємства NHN Entertainment.